# محمد ناصر (لاعب كريكت)
محمد ناصر (4 يناير 1998 - ) هو لاعب كريكت أفغاني.

## وصلات خارجية
- محمد ناصر على موقع إي آس بي آن كريك إنفو (الإنجليزية)